# محمد باسو
محمد باسو (مواليد 28 سبتمبر 1985) هو ممثل وفنان كوميدي مغربي. شارك في عدة أفلام ومسلسلات مغربية وقدم العديد من العروض الكوميدية.

## النشأة
وُلد محمد باسو في 28 سبتمبر 1985 في تمكروت بإقليم زاكورة جنوب شرق المغرب، وسط أسرة بسيطة حيث كان والده يعمل كصانع فخار. بعد الحصول على شهادة الباكالوريا انتقل باسو من مسقط رأسه زاكورة إلى مدينة الدار البيضاء ليكمل دراسته الجامعية، حيث حصل على الدكتوراه في اللغة الإنجليزية، بكلية الآداب والعلوم الإنسانية بنمسيك في مدينة الدار البيضاء. كما ينشط في العمل الجمعوي ويشتغل كوالده في بعض الأحيان كصانع تقليدي في مادة الفخار.

## مسيرته الفنية
بداية باسو في مجال الفن كانت من خلال برامج اكتشاف المواهب في التلفزيون المغربي، حيث كان أحد الوجوه التي عرفها المغاربة في برنامج اكتشاف المواهب الكوميدية كوميديا 2009، والتي فاز بلقبها. ظهر بعد هذا الإنجاز على الشاشة من خلال عدة أعمال كان أغلبها تلفزيًا بطابع كوميدي وهو النوع الذي يبرع فيه، فنجد أنه قدم مسلسلات أوشن مع عزيز داداس، ولاد علي مع فرقة (إيموراجي) الكوميدية التي اشتغل معها لفترة، وقدم أيضا سيتكومه الرمضاني نهار مبروك الذي بث على القناة الأولى المغربية في رمضان 2019 مع المخرج هشام الجباري ومجموعة من الفنانين المغاربة.

## أعماله
- 2018: مسلسل ولاد علي
- 2018: مسلسل أوشن
- 2019: سلسلة نهار مبروك
- 2021: سلسلة قهوة نص نص
- 2021: مسلسل دايزو القوام
- 2022: سلسلة فلوكة
- 2023: سلسلة راطراباج

## روابط خارجية
- محمد باسو على موقع IMDb (الإنجليزية)
- محمد باسو على موقع قاعدة بيانات الأفلام العربية
- محمد باسو على موقع قاعدة بيانات الفيلم (الإنجليزية)